# Heinrich-Heine-Denkmal (Bremen)

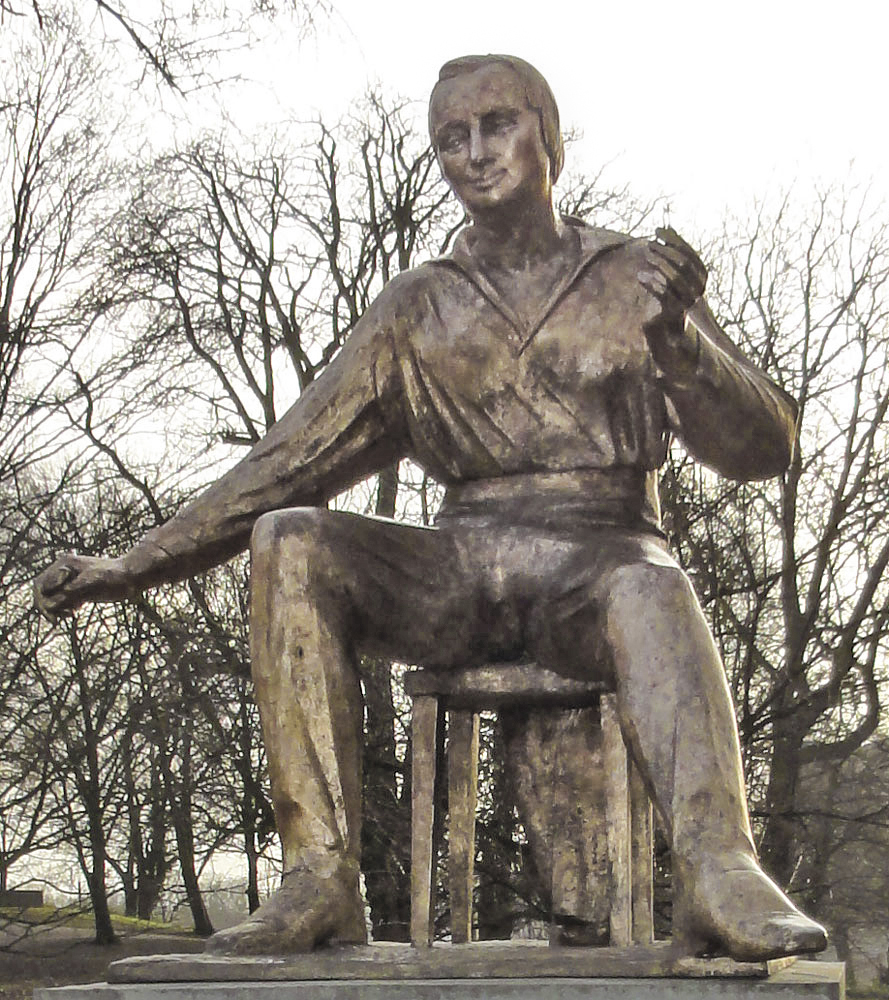
Heinrich-Heine-Denkmal in Bremen

Das Heinrich-Heine-Denkmal in Bremen-Mitte steht am Altenwall neben der Kunsthalle Bremen. Es wurde 2010 aufgestellt und wird in der Liste der Denkmale und Standbilder der Stadt Bremen geführt.

## Das Denkmal
Das am 1. Oktober 2010 aufgestellte Bronzedenkmal zeigt den sitzenden Heine auf einem 1,20 Meter hohen Sandsteinsockel, den ein bronzenes Reliefband mit Szenen von Krieg und Frieden umgibt. Der Berliner Bildhauer Waldemar Grzimek (1918–1984), erhielt Anfang der 1950er Jahre den Auftrag zur Ausführung eines Heine-Denkmals, dessen drei Fassungen von 1955 sich heute in Ludwigsfelde und in Berlin (Weinbergspark und Humboldt-Universität) befinden. 1984 wurde Grzimek durch den Bremer Bildhauerpreis geehrt und er sagte zu, eines seiner Werke nach Bremen zu geben. Der vierte Abguss stammt von 2010 und ist ein Geschenk der Bremer Ehrenbürger Uwe Hollweg und Klaus Hübotter an Bremen. Grzimeks Nachlass wird im Gerhard-Marcks-Haus in Bremen aufbewahrt, so auch der Gipsabdruck des Heinedenkmals.

### Die Heine-Bank im Bürgerpark
Ein weiteres dem Dichter gewidmetes Bremer Denkmal in Form einer metallenen Sitzbank nach Entwurf des Architekten Hans Lassen wurde auf Initiative des Kaufmanns K.A.Menge und des Literarischen Vereins 1904 im Bürgerpark aufgestellt. Nach Beschädigungen seit 1915 durch Vandalismus, der Demolierung 1923, einem Nachbau 1924, der Entfernung der Bronzetafeln durch die Nationalsozialisten im Jahr 1933 und der Zerstörung der Reste im Zweiten Weltkrieg wurden 1969 die geretteten Plaketten an einer steinernen Bank im Bürgerpark wieder angebracht.

## Heinrich Heine
Geehrt wird der große, romantische und revolutionäre deutsche Dichter und Schriftsteller Heinrich Heine (1797–1856). Der kritische, politisch engagierte Journalist, Essayist und Satiriker Heine wurde bewundert wie auch angefeindet. Er hielt sich 1826 auf seiner Reise an die Nordsee in Bremen auf und genoss die Stimmung und die Weine im Bremer Ratskeller. Dies besingt er in seinem Buch der Lieder, Die Nordsee, Zweiter Zyklus, 1825–1926: „Im Hafen – Glücklich der Mann, der den Hafen erreicht hat, und hinter sich ließ das Meer und die Stürme, und jetzo warm und ruhig sitzt im guten Ratskeller zu Bremen …“.

## Galerie

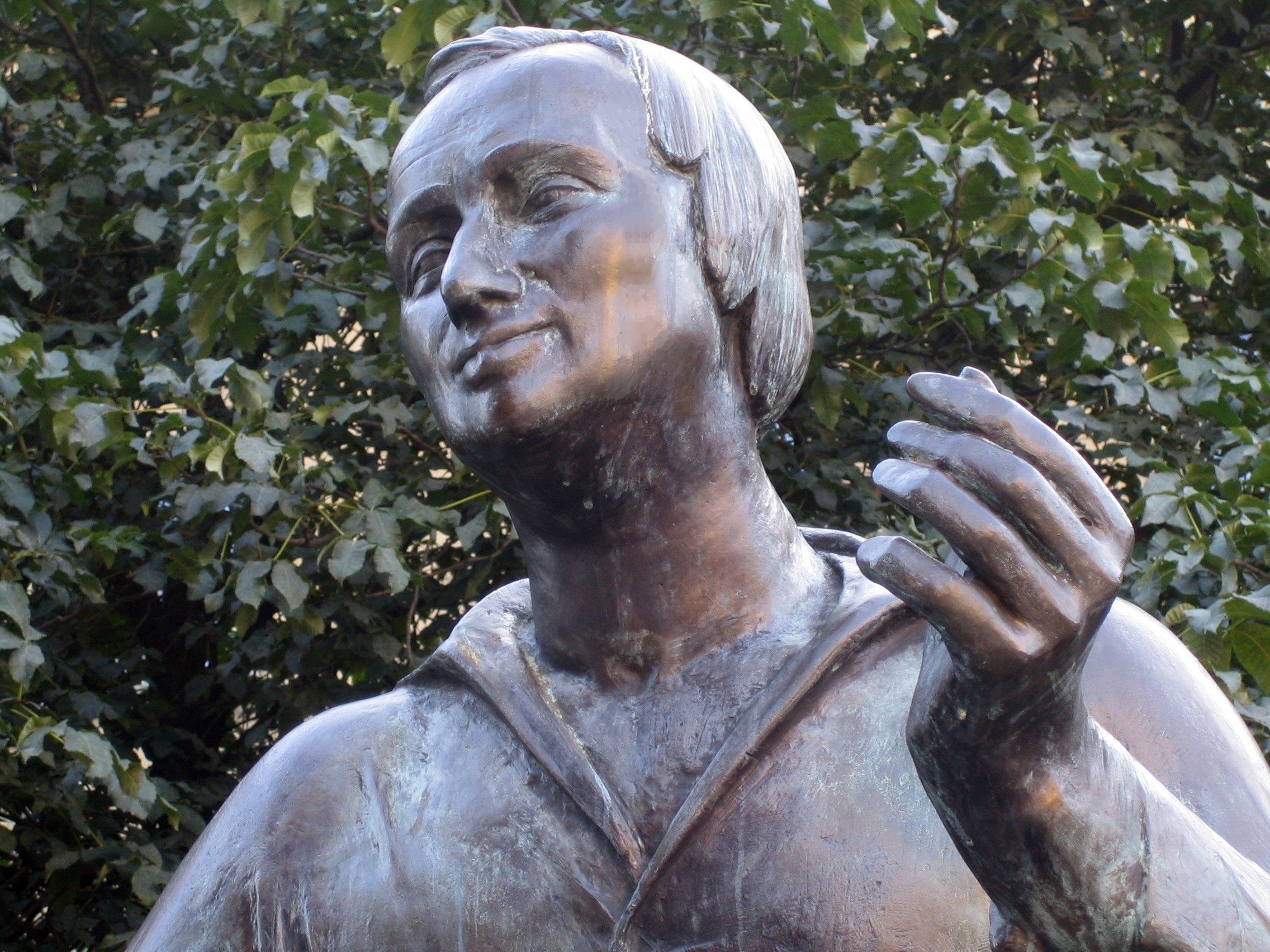
Heinrich-Heine-Denkmal Berlin, Detail
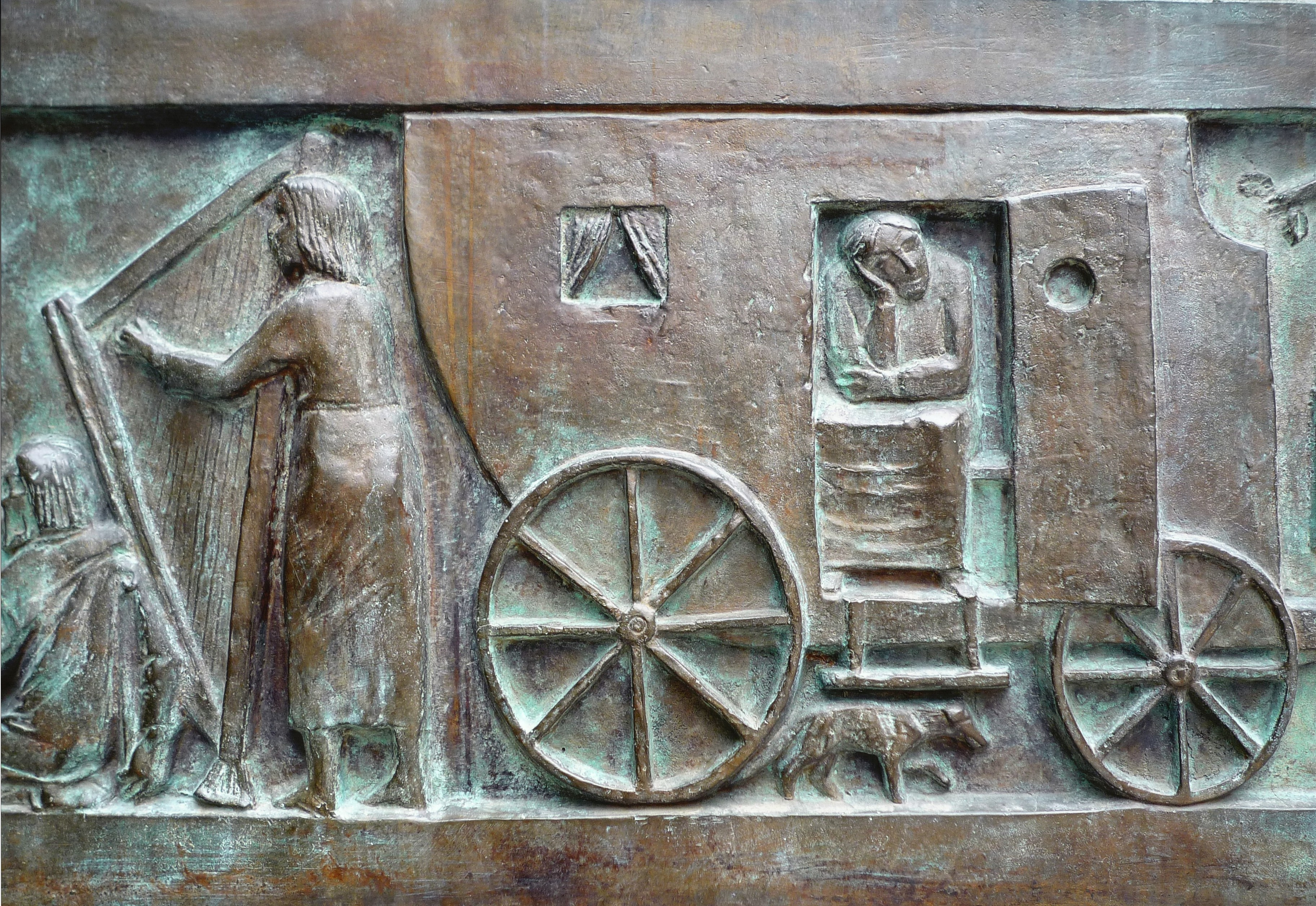
Heinrich-Heine-Denkmal Berlin, Sockelrelief, Detail